# 名古屋市立守山小学校
名古屋市立守山小学校（なごやしりつ もりやましょうがっこう）は、愛知県名古屋市守山区西島町にある公立小学校。

## 歴史

### 沿革
守山小学校の創立は明治40年（1907年）である。これは二城尋常小学校、川村尋常小学校、高間尋常小学校を統合し、守山尋常小学校となった年である。ここではそれ以前についても記述する。
- 1873年（明治6年） - 小幡村に有隣学校が開校する。
- 1874年（明治7年） - 大永寺村に制流学校が開校する。
- 1876年（明治9年） -
  - 有隣学校が小幡学校に改称する。
  - 制流学校が大永学校に改称する。
  - 守山村に守山学校が開校する。
- 1877年（明治10年） - 瀬古村に瀬古学校が開校する。
- 1880年（明治13年） - 川村に川村学校が開校する。
- 1887年（明治20年） - 守山学校が尋常小学守山学校、小幡学校が尋常小学小幡学校、大永学校が尋常小学大永寺学校、瀬古学校が尋常小学瀬古学校、川村学校が尋常小学川村学校に改称する。
- 1889年（明治22年）10月1日 - 
  - 守山村、川村、金屋坊村、大森垣内村、大永寺村が合併し、二城村となる。
  - 幸心村と瀬古村が合併し、高間村となる。
  - 大森村と森孝新田が合併し、大森村となる
- 1890年（明治23年） - 尋常小学守山学校、尋常小学大永寺、尋常小学川村学校を統合し、尋常小学二城学校となる。
- 1892年（明治25年） - 尋常小学二城学校が二城尋常小学校、尋常小学小幡学校が小幡尋常小学校、尋常小学瀬古学校が高間尋常小学校に改称する。
- 1899年（明治32年） - 二城村、小幡村、高間村、大森村で組合を設立。守山高等小学校を開校する。
- 1906年（明治39年）7月16日 - 二城村、高間村、大森村、小幡村が合併し町制施行。守山町となる。
- 1907年（明治40年）3月 -
  - 二城尋常小学校、小幡尋常小学校、高間尋常小学校、守山高等小学校を統合し、守山尋常高等小学校となる[1]。現在地に校舎が完成する[1]。
  - 大森尋常小学校の校区の一部が守山尋常高等小学校校区に移る。
- 1913年（大正2年）4月 - 守山町大字瀬古に瀬古分教場を設置する[1]。
- 1925年（大正14年） - 校区の一部が大森尋常高等小学校校区に移る[1]。
- 1933年（昭和8年） - 実業補習学校に高等科を設置し、守山国民高等学校が設立される[1]。
- 1935年（昭和10年） - 守山国民高等学校が青年学校の守山国民学校となる。
- 1937年（昭和12年）
  - 3月 - 守山尋常高等小学校の高等科を廃止し、守山尋常小学校に改称する[1]。高等科は守山国民高等学校に収容される。
  - 6月 - 瀬古分教場が瀬古尋常小学校として独立する[1]。
- 1941年（昭和16年）
  - 1月 - 校舎を増築する。
  - 4月1日 - 守山国民学校に改称する[2]。
- 1944年（昭和19年）
  - 10月 - 児童数増加のため。大字守山字鳥羽見に鳥羽見国民学校を設置することが決まり、校舎の起工式を行う[3]。
  - 12月7日 - 昭和東南海地震により、建設中の鳥羽見国民学校校舎が被害を受ける。
  - 12月13日 - 空襲で鳥羽見国民学校校舎が被害を受け、建設が中断となる。
- 1946年（昭和21年）10月 - 中断していた鳥羽見国民学校の校舎が完成し、守山国民学校鳥羽見分教場として設置される。
- 1947年（昭和22年）4月1日 - 守山町立守山小学校に改称する[2]。鳥羽見分教場は鳥羽見分校となる。[要出典]
- 1949年（昭和24年）4月1日 - 鳥羽見分校が[要出典]守山町立鳥羽見小学校として独立する。
- 1951年（昭和26年）
  - 4月1日 - 守山町立小幡小学校を分離する[3]。小幡小学校の校舎が未完成のため、守山小学校の教室の一部で授業を行う。
  - 11月 - 小幡小学校の校舎が完成し、分離する。
- 1954年（昭和29年）
  - 4月1日 - 廿軒家分校を設置する。[要出典]
  - 6月1日 - 守山町に志段味村が編入され市制施行。守山市となる。同時に守山市立守山小学校に改称する[WEB 1]。
- 1955年（昭和30年）4月1日 - 廿軒家分校[要出典]が守山市立廿軒家小学校として独立する[WEB 2]。
- 1958年（昭和33年）12月 - 新校舎（鉄筋コンクリート造）が完成する[WEB 2]。
- 1960年（昭和35年）2月 - 校舎を増築する[WEB 2]。
- 1963年（昭和38年）
  - 2月15日 - 守山市が名古屋市に編入される[WEB 2]。同時に名古屋市立守山小学校に改称する[WEB 2]。
  - 12月 - 体育館が完成する[WEB 2]。
- 1966年（昭和41年）8月 - プールが完成する[WEB 2]。
- 1968年（昭和43年）4月 - 名古屋市立白沢小学校を分離する。
- 1971年（昭和46年）3月 - 校舎（東校舎）が完成する[WEB 2]。
- 1972年（昭和47年）3月 - 校舎を増築する[WEB 2]。
- 1975年（昭和50年）4月 - 名古屋市立二城小学校を分離する[WEB 3]。
- 1979年（昭和54年）3月 - 新体育館が完成する[WEB 3]。
- 1983年（昭和58年）4月 - 名古屋市立西城小学校を分離する[WEB 3]。

## 通学区域
所管する名古屋市教育委員会は、2020年（令和二年）9月1日現在、守山区のうち、城南町・新城・中新・西島町・西新・東山町・守山一丁目・守山二丁目・守山三丁目の全域および大牧町・大屋敷・小幡中一丁目・西城一丁目の各一部を通学区域として指定している。
また、卒業後の進学先は名古屋市立守山中学校となっている。

## 交通アクセス
- 名鉄瀬戸線瓢箪山駅下車、徒歩約8分。
- 名古屋市営バス守山巡回系統「守山小学校」バス停より徒歩すぐ。

### WEB
1. ↑  “学校の沿革 明治40年～昭和29年”.   名古屋市立守山小学校. 2020年8月9日閲覧。
2. 1 2 3 4 5 6 7 8 9  “学校の沿革 昭和30年～昭和48年”.   名古屋市立守山小学校. 2020年8月9日閲覧。
3. 1 2 3  “学校の沿革 昭和49年～現在”.   名古屋市立守山小学校. 2020年8月9日閲覧。
4. ↑  名古屋市教育委員会事務局総務部教育環境計画室計画係 (2020年9月1日). “名古屋市立小・中学校の通学区域一覧（守山区）” (PDF).   名古屋市. 2020年12月13日閲覧。
5. ↑  名古屋市教育委員会事務局総務部教育環境計画室計画係 (2020年9月1日). “名古屋市立中学校区一覧（小→中）” (PDF).   名古屋市. 2020年12月13日閲覧。

### 書籍
1. 1 2 3 4 5 6 7  愛知県守山市役所 1960, p. 452.
2. 1 2  愛知県守山市役所 1960, p. 453.
3. 1 2  愛知県守山市役所 1960, p. 454.